# Rue de la Galissonnière
La rue de la Galissonnière est une voie de Nantes, en France.

## Situation et accès
Située dans le centre-ville de Nantes, la rue de la Galissonnière, qui relie la rue Racine à la rue Urvoy-de-Saint-Bedan. Elle est pavée de la rue Racine au croisement de la rue Kléber qui la traverse, et bitumée sur le reste de son parcours. Elle est ouverte à la circulation automobile de manière unidirectionnelle dans le sens est-ouest.

## Origine du nom
Elle rend mémoire au général Rolland-Michel Barrin, comte de La Galissonière, officier de marine et administrateur colonial et aristocrate, qui fut gouverneur intérimaire de la Nouvelle-France de 1747 à 1749.

## Historique
Les travaux d'aménagement de la rue furent effectués en 1836 et son nom lui a été attribué en 1837.